# لونغ مارش 9
لونغ مارش 9 هو صاروخ حامل ثقيل صيني تحت التطوير، سيكون الصاروخ التاسع ضمن عائلة صواريخ لونغ مارش ومن المتوقع دخوله الخدمة في 2028-2030.